# Spathiphyllum atrovirens
Spathiphyllum atrovirens Schott – gatunek wieloletnich, wiecznie zielonych roślin zielnych z rodzaju skrzydłokwiat, z rodziny obrazkowatych, występujący na obszarze od Kostaryki do zachodniej Panamy, zasiedlający równikowe lasy deszczowe.